# S-1バトル
S-1バトル（エスワンバトル）は、かつてソフトバンクモバイルが主催していたお笑いの大会。賞金総額2億2000万円、年間チャンピオンは賞金1億円である。

## 大会概要
2009年3月1日より開始。漫才、コントなどネタのジャンルや芸歴を問わずに、3分以内にまとめた映像作品でエントリーするお笑いコンテスト。ソフトバンク携帯電話ユーザーの投票によって月間チャンピオンが決定され、年間王者を決める大会への切符を手にする。月間チャンピオンには賞金1000万円、年間チャンピオンには賞金1億円と言う破格の賞金が話題となった。
グランドチャンピオン大会
その年の「S-1 BATTLE」の年間王者を決する大会『S-1グランドチャンピオン』が3月に開催される。『S-1グランドチャンピオン』は日本テレビ系列全国ネット（テレビ大分を除くNNN29局）でテレビ放映され、月間チャンピオンの新ネタを見た視聴者による投票（ソフトバンクユーザー以外も投票可能）で年間チャンピオンを決定する。司会は草野仁・田村淳（ロンドンブーツ1号2号）・西尾由佳理（日本テレビアナウンサー）。大会名に合わせ、汐留本社S1スタジオからの放送となった。
参加するのは月間チャンピオンとなった芸人と敗者復活（後述）を勝ち上がった芸人、そのほか招待芸人が出場する。2010年度の招待芸人には2009年度『キングオブコント』を制した東京03、2009年度『M-1グランプリ』を制したパンクブーブー、2010年度『R-1ぐらんぷり』を制したあべこうじが選ばれた。
優勝賞金の1億円は公営競技の賞金王決定戦競走(競艇)やKEIRINグランプリ(競輪)に並んで一大会の優勝額としては世界最高額として「ギネス・ワールド・レコーズ」に認定されている。
基本的に予選での順位は公表されていないが、2009年6月までは日ごとに配信される2作品のどれかに投票した際、その時点で得票数が上回っていた方に投票した場合のみ、動画の内容に絡んだ芸人のコメントが表示されていた。尚、2009年7月からは投票した時点での累積得票数を基にした動画の勝率を表示するスタイルに変更された。
2009年4月より動画の開始時に「S-1BATTLE」のロゴが表示されるようになった（2009年3月に配信された動画にはロゴが出ず、すぐに動画が始まる）。
2009年7月より、投票者がポイントや豪華商品を得る事ができる「見たらくじ」が開始となった。これは動画に投票した際にランダムで当選した場合に表示され（ハズレの場合は表示されない）、特賞の場合は賞金10万円と2010年に開催予定の年間チャンピオン大会の鑑賞権を獲得、1等から4等までは『見たらポイント』が加算され貯まったポイントは同じくソフトバンクが行なっている「お父さんくじ」のポイントと共同で商品との交換が可能。
これまでに配信された動画は全て、公式サイトからダウンロードする事が可能である。また、2010年度からはネタ動画以外にヨシモト∞ホールで行われた公演の一部を収録した「S-1プレミア」が不定期配信された。
しかし、後述するように参加資格や審査基準の不明瞭さからファンや関係者からの評判は低く、2011年7月31日をもって「S-1バトル」、「S-1プレミア」共に終了した。なお、「S-1プレミア」は「お笑いLIFE」と名称を変えて継続したが、こちらも2015年9月で配信が終了した。

## ルール

### 出場資格
出場するお笑い芸人については、コンビ結成後の期間、人数等による制限は設けられていない。従ってピン芸人・コンビ等を問わずエントリーが可能。普段はコンビ・ユニットで活動している芸人の個人名義での参加や、本大会のみの即席コンビ・即席ユニットとしての参加も可能である。また、歌手の嘉門達夫のように、お笑い芸人でなくても、エントリーは可能である。ただし応募資格として「芸能事務所・プロダクションに所属していること」が要件とされているため、アマチュアやフリーランスのお笑い芸人など、所属事務所を持たない者は参加できない。

### エントリー
参加を希望する芸人は、3分以内にまとめた未発表のお笑いネタ映像作品をminiDVに収録した上で、必要事項を記載したエントリーシートを添えて、参加を希望する月の前月15日までにソフトバンクモバイルに送付する。ソフトバンクモバイルではそれらの作品をチェックした上で前月25日頃に予選（第1ステージ）進出作品を決定する、としている。エントリーは動画作品単位で行われ、同じお笑い芸人が同じ月に異なる複数の作品でエントリーすることも認められる。

### 月間チャンピオン
2009年度
基本は毎日お笑い芸人2組が自身のネタを披露した動画が参加者（原則としてSoftBank 3Gユーザーのみ）に配信され、参加者はどちらのネタが面白かったかを評価して投票を行う。ちなみに配信日によって投票数に差が出ないように、配信されるネタはユーザー毎に異なり、ランダムに2つのネタが選ばれて配信される。最終的に月毎の決勝で最も得票を集めた芸人は「月間チャンピオン」となり、賞金1000万円及び年間チャンピオン大会への出場権を得る。
投票は、開始当初は毎月1日～20日にかけて行われる「第1ステージ」（計40作品が進出）、22日～26日の「第2ステージ」、27日～29日の「決勝」の3ステージに分かれていたが、2009年6月より毎月1～25日の「予選」（計50作品が進出）と27・28日の「決勝」（予選上位4作品で争われる）の2ステージ制に改められた。
2010年度（シーズン2）
2010年度からルールが変わり、毎週月・木曜日にメールで配信される作品（月に8・9作品）をユーザーが4段階（+3,+2,+1,-1）評価し、5回連続1位の作品が「殿堂入り」に選ばれ、賞金1000万円及び年間大会への出場権を得ることとなった。
2010年3月21日～31日にオープン戦が行われ、トータルテンボス、なだぎ武、タカアンドトシ、浅越ゴエ、河本準一が年間大会の決勝用に残しておいた動画（浅越ゴエのみ年間大会で披露）が配信された。そしてオープン戦の結果（順位は上から紹介された順）から、2010年度がスタート。
開始当初はランキング1位が殿堂入りすると、2位以下の順位が一つくり上がるシステムだったが、2010年6月24日より殿堂入りが出る毎に、それまでのランキングはリセットし、新たに作り直すシステムに改められた。
2011年3月に殿堂入り芸人と敗者復活戦を勝ちあがった芸人による年間チャンピオン大会が行われる予定だったが、東日本大震災の影響で中止が決定され、今後の「S-1バトル」の開催についても再検討が行われる事となり、後に上述の通り第2回大会をもって終了に繋がった。なお、グランドチャンピオン大会で行われる予定だったネタ動画は「S-1プレミア」で配信された。

### 敗者復活
最終月には、3～12月までの予選で敗退した107作品による敗者復活予選が行われる。敗者復活用の動画は携帯電話だけではなく、ニコニコ動画やファンクラブサイトにも配信された。
予選
採点方法もこれまでと異なり、ニコニコ動画の採点はコメント数×100÷再生数＋マイリスト登録数×5＋ニコニ広告累計ポイント、ファンクラブ、Y!動画、S-1バトルサイトの採点は各サイトの動画再生回数の合計となっている。
ニコニコ代表作品の開催期間は最終月の1日～22日の「予選」（計100作品）と25日の「生放送・決勝」（予選上位4作品）の2ステージ制。上位1組が本戦へ。
それ以外の開催期間は最終月の10日～25日の「決勝」（計7作品）の1ステージ制。上位1組が本戦へ。ただ、本戦出場は必ずしも1組のみというわけではなく、月間大会の結果によっては2組以上選ばれることもある。
ニコニコ動画予選で、同一芸人の作品が上位中に複数ランクインした場合、決勝進出は最上位1作品のみとなる。
本戦
3月1日～12日には、敗者復活予選を勝ち上がった作品と、決勝には残ったものの一度も優勝していない芸人の作品による敗者復活本戦が行われる。
採点方法は、公式サイト（携帯のみ）の投票数に、ファンクラブ、Y!動画、twitvideoでそれぞれの再生回数1位に500pt、ニコニコ動画でコメント数1位に500ptを加えたもの（ファンクラブのみ、再生回数が確認できない）。
合計ポイントが最も高かった芸人には、年間チャンピオン大会への挑戦権が得られる。ただし敗者復活勝利者には賞金は無く、あくまで1億円獲得のチャンスのみ。
2009年度ははんにゃが勝ち上がったと発表されたが、合計ポイントやその他の順位などの細かいデータは一切発表されなかった。

### S-1グランドチャンピオン
各月間勝者を含む15組が3ブロックに分かれて予選を実施、それぞれで勝ち上がった3組により決勝が行われる。ルールは3分以内の映像、漫才、コントなどネタを披露し、携帯電話ユーザーの投票で勝者を決定する。月間チャンピオンについてはSoftBank 3Gユーザーのみの投票だったのに対し、テレビ放送ではiPhoneやソフトバンク以外の携帯電話からの投票も受け付けた。

## 歴代の優勝者
| 回数  | 優勝者    | 結成年 | 所属事務所                                 | 総エントリー作品数 |
| ----- | --------- | ------ | ------------------------------------------ | ------------------ |
| 第1回 | NON STYLE | 2000年 | よしもとクリエイティブ・エージェンシー東京 | 2,932              |

## 結果

### 2009年度

#### S-1バトル月間チャンピオン
| 開催月     | チャンピオン                   | 所属事務所                                 | タイトル                       |
| ---------- | ------------------------------ | ------------------------------------------ | ------------------------------ |
| 2009年3月  | トータルテンボス               | よしもとクリエイティブ・エージェンシー東京 | 「今月のいたずら」             |
| 2009年4月  | 浅越ゴエ（ザ・プラン9）        | よしもとクリエイティブ・エージェンシー大阪 | 「子どもに見せれないニュース」 |
| 2009年5月  | トータルテンボス               | よしもとクリエイティブ・エージェンシー東京 | 「今月のいたずら」             |
| 2009年6月  | NON STYLE                      | よしもとクリエイティブ・エージェンシー東京 | 「リアクション王座決定戦」     |
| 2009年7月  | 河本準一（次長課長）           | よしもとクリエイティブ・エージェンシー東京 | 「ジュツゴロウと愉快な仲間」   |
| 2009年8月  | 山田與志（COWCOW）             | よしもとクリエイティブ・エージェンシー東京 | 「テニスの得点係ジョン」       |
| 2009年9月  | TKO                            | 松竹芸能                                   | 「お昼ごはん」                 |
| 2009年10月 | 千原ジュニア、ケンドーコバヤシ | よしもとクリエイティブ・エージェンシー東京 | 「にけつッ!!」                 |
| 2009年11月 | 中川家                         | よしもとクリエイティブ・エージェンシー東京 | 「やりたいだけコント 節子」    |
| 2009年12月 | 陣内智則                       | よしもとクリエイティブ・エージェンシー東京 | 「ボーリング」                 |
| 2010年1月  | タカアンドトシ                 | よしもとクリエイティブ・エージェンシー東京 | 「フットンダ筋肉ゆるキャラ」   |
| 2010年2月  | なだぎ武（ザ・プラン9）        | よしもとクリエイティブ・エージェンシー大阪 | 「警察24時」                   |

#### S-1グランドチャンピオン2010

##### 予選
Aブロック
| 披露順 | エントリー名         | 所属事務所                                 | 備考                               | タイトル                                     | 獲得票数 | 順位 ブロック別/全体 |
| ------ | -------------------- | ------------------------------------------ | ---------------------------------- | -------------------------------------------- | -------- | -------------------- |
| 1番    | はんにゃ             | よしもとクリエイティブ・エージェンシー東京 | 敗者復活枠                         | 「コンビニ強盗」                             | 44247    | 4位/12位             |
| 2番    | 河本準一（次長課長） | よしもとクリエイティブ・エージェンシー東京 | 7月度チャンピオン                  | 「東京フレンドリーパーク」                   | 38114    | 5位/14位             |
| 3番    | タカアンドトシ       | よしもとクリエイティブ・エージェンシー東京 | 1月度チャンピオン                  | 「フットンダ・ニッポン全国ゆるキャラモジり」 | 66063    | 2位/8位              |
| 4番    | 浅越ゴエ             | よしもとクリエイティブ・エージェンシー大阪 | 4月度チャンピオン                  | 「しっくりこないニュース」                   | 144563   | 1位/1位              |
| 5番    | 東京03               | プロダクション人力舎                       | 招待枠（キングオブコント2009王者） | 「レストラン」                               | 52073    | 3位/11位             |

Bブロック
| 披露順 | エントリー名                   | 所属事務所                                 | 備考                              | タイトル                        | 獲得票数 | 順位 ブロック別/全体 |
| ------ | ------------------------------ | ------------------------------------------ | --------------------------------- | ------------------------------- | -------- | -------------------- |
| 1番    | 千原ジュニア、ケンドーコバヤシ | よしもとクリエイティブ・エージェンシー東京 | 10月度チャンピオン                | 「宮古島の旅 島とうがらし事件」 | 39643    | 4位/13位             |
| 2番    | 中川家                         | よしもとクリエイティブ・エージェンシー東京 | 11月度チャンピオン                | 「予備校」                      | 61789    | 3位/9位              |
| 3番    | NON STYLE                      | よしもとクリエイティブ・エージェンシー東京 | 6月度チャンピオン                 | 「カクテル〜君は突然現れた〜」  | 96087    | 1位/5位              |
| 4番    | トータルテンボス               | よしもとクリエイティブ・エージェンシー東京 | 3月、5月度チャンピオン            | 「今日のいたずら」              | 94871    | 2位/6位              |
| 5番    | あべこうじ                     | よしもとクリエイティブ・エージェンシー東京 | 招待枠（R-1ぐらんぷり2010優勝者） | 「ウザイ女」                    | 29775    | 5位/15位             |

Cブロック
| 披露順 | エントリー名       | 所属事務所                                 | 備考                              | タイトル                   | 獲得票数 | 順位 ブロック別/全体 |
| ------ | ------------------ | ------------------------------------------ | --------------------------------- | -------------------------- | -------- | -------------------- |
| 1番    | TKO                | 松竹芸能                                   | 9月度チャンピオン                 | 「スーパースローカラオケ」 | 56804    | 5位/10位             |
| 2番    | 陣内智則           | よしもとクリエイティブ・エージェンシー東京 | 12月度チャンピオン                | 「映画予告」               | 142797   | 1位/2位              |
| 3番    | なだぎ武           | よしもとクリエイティブ・エージェンシー大阪 | 2月度チャンピオン                 | 「STREET FIGHT武」         | 124753   | 2位/3位              |
| 4番    | 山田與志（COWCOW） | よしもとクリエイティブ・エージェンシー東京 | 8月度チャンピオン                 | 「DJボブ」                 | 76637    | 4位/7位              |
| 5番    | パンクブーブー     | よしもとクリエイティブ・エージェンシー東京 | 招待枠（M-1グランプリ2009優勝者） | 「漫才」                   | 120279   | 3位/4位              |

##### 決勝戦
| 披露順 | エントリー名 | 備考         | タイトル                   | 獲得票数 |
| ------ | ------------ | ------------ | -------------------------- | -------- |
| 1番    | 浅越ゴエ     | Aブロック1位 | 「しっくりこないニュース」 | 107415   |
| 2番    | NON STYLE    | Bブロック1位 | 「愛のカタチ」             | 277908   |
| 3番    | 陣内智則     | Cブロック1位 | 「ランク天国」             | 250327   |

### 2010年度

#### 殿堂入り
| 5連勝期間                 | チャンピオン            | 所属事務所                                 | タイトル                     | 獲得pt |
| ------------------------- | ----------------------- | ------------------------------------------ | ---------------------------- | ------ |
| 2010年6月10日 - 6月24日   | Wコロン                 | プロデューサーハウスあ・うん               | 「炎のチャレンジシリーズ3」  | 99111  |
| 2010年8月2日 - 8月16日    | トータルテンボス        | よしもとクリエイティブ・エージェンシー東京 | 「藤田のおもしろい顔の動き」 | 66517  |
| 2010年9月23日 - 10月21日  | 浅越ゴエ（ザ・プラン9） | よしもとクリエイティブ・エージェンシー大阪 | 「お子様には内緒のニュース」 | 49013  |
| 2010年11月18日 - 12月16日 | 渡辺直美                | よしもとクリエイティブ・エージェンシー東京 | 「ふり向けばデブがいる」     | 25501  |
| 2011年1月18日 - 2月10日   | スリムクラブ            | よしもとクリエイティブ・エージェンシー東京 | 「ザ・タカシ」               | 70818  |

## 常連組
一度もチャンピオンに選ばれていない芸人達。太字は過去に決勝進出（敗者復活本戦も含む）、もしくは4連勝。
エントリー作品（コラボを含む）数が10個以上
- エハラマサヒロ
- キュートン
- 小籔千豊
- サバンナ
- 庄司智春（品川庄司）
- ぜんじろう
- 博多華丸・大吉
- はんにゃ
- もう中学生
- ものいい
- モンスターエンジン

9個
- エド・はるみ
- しずる
- チーモンチョーチュウ

8個
- 姫ちゃん
- ライセンス

7個
- 嘉門達夫
- ザ・パンチ
- ジャルジャル
- 天津
- 2700
- 2丁拳銃
- はいじぃ

6個
- 板尾創路
- 世界のナベアツ
- 原西孝幸（FUJIWARA）
- ワッキー（ペナルティ）

5個
- COWCOW
- カナリア
- ジョイマン
- バッドボーイズ
- パンクブーブー
- ブロードキャスト
- 平成ノブシコブシ
- 川島邦裕（野性爆弾）

※但し、コンビの一人が出した作品とコンビで出した作品は、別物と考える。
（例：チュートリアルでの作品は、徳井義実の作品としては数えない。）
作品の中に出てきても、出展者名や写真に顔が入っていない場合はノーカウント。（例：ヒデの「張本3姉妹」椿鬼奴とロバート秋山）
素人はノーカウント。（例：「カップルと今別府」、「姫ちゃんと斉藤」）

## 同大会の評価
この大会に関しては、お笑いファンのみならず、お笑い評論家の間でも低く評価されている。お笑い評論家のラリー遠田は著書「M1戦国時代」にて、ルールや参加資格が不鮮明であり、ソフトバンクユーザー以外が興味を持てない構造となっていることが問題であると指摘している。
また、問題点として、
- M1の優勝賞金1000万に対して優勝賞金1億円というのが、あまりに現実離れしすぎて夢を感じなくなった。
- 出演作品自体が、「ネタ」「コント」「漫才」のほかにハプニング性のある映像、また実際に放送されたNGシーンを短く編集して出品するなどの映像で賞金を獲得するのは、何でもありのコンテストとなってしまって、無理がある。
- トータルテンボスは、大村が藤田に仕掛けた罠（ドッキリ）を楽しむネタで1000万円を2度も獲得した事が疑問視。

といった批判をしており、ラリーは、「1000万円の価値がある映像とは思えない」とも評している。また、色々なジャンルのネタを同じ土俵上で戦わせるのは無理があるとも指摘している。そしてS-1自体を「お笑いの企画として面白いイベントにしよう」という志が感じられないとも評している。
2つの映像が送られてきた動画を見て、どちらが面白いかを投票するシステムは、知名度が高く熱狂的ファンを持つ芸人が圧倒的に有利なため、この大会から輩出された無名の芸人は誰もおらず、「売れてる芸人が高額のギャラをもらうだけの大会」と揶揄された。特に千原ジュニアとケンドーコバヤシの『にけつッ!!』やタカアンドトシの『フットンダ筋肉ゆるキャラ』は、この大会のために新しく制作された映像ではなく地上波テレビで放送した中からの総集編だった。
さらに、吉本興業が全面バックアップをしているためか、M-1、R-1以上に「吉本の芸人が有利」と揶揄され続けられた。事実、吉本芸人が多く月間チャンピオンになっており、吉本興業が発刊していた『マンスリーよしもと』にも毎月専用ページがあり、吉本芸人がチャンピオンになった時は、大々的に特集している。一度だけ行われたグランドチャンピオン大会でも、吉本興業所属のNON STYLEであった。しかし、お笑いファンから「あれ（決勝で披露したさくらんぼのネタ）で1億円を獲得したのはおかしい」という批判を受けたため、NON STYLEは「1億円を使ってさいたまスーパーアリーナで無料ライブをします」と宣言し、実現させた。
ナインティナインの岡村隆史は、自身の主役で出演した映画『てぃだかんかん』の宣伝で沖縄に訪れた時、移動中や食事中にマネージャーから映像を撮られ続けたので、「何をしているのか？」と聞いたところ、同大会に出品する作品を撮影していると言われる。おそらくはハプニング映像を撮影しようと思ったようだが、岡村は「そんな映像を撮ってもしょうがないのでは？」と困惑していた。

## グランドチャンピオン大会の視聴率
ビデオリサーチ調べ　
- 第1回：11.7%